# Објекат Б2 у Балканској улици
Објекат Б2 у Балканској улици или „Паметна зграда” на Теразијама је мултифункционална зграда која поседује јединствени интегрисани електронски систем контроле по коме је популарно названа „паметна зграда”. Незванично позната и као прва „паметна зграда” на Балкану.
Функционална структура објекта обухвата пословни и стамбено-канцеларијски простор на надземним етажама, а у четири подземне етаже смештени су гаража од 220 паркинг места, помоћне просторије и склониште на 207 м2. Приземље је резервисано за локале, а на шест надземних спратова налазе се пословни и апартмани за становање од 80 до 240 м2. Објекат се налази на Теразијама, прецизније на Теразијској тераси, на адреси Балканска 2 у Београду. Постојећи пад терена на самој локацији је омогућио да се изгради компактна каскадна композиција између Балканске и улице Краљице Наталије. Имајући у виду топографију терена овај објекат је додатно учврстио теразијски гребен. У смислу визуре, са виших спратова пружа се несвакидашњи поглед ка рекама.
Улази у зграду су из обе улице и Теразијског парка.
Изградња ове зграде коштала је више од 30 милиона евра.

## Историја Теразијске терасе
Теразијска тераса је један од најатрактивнијих делова Савског амфитеатра. Концепт овог простора развијан је деценијама кроз различите конкурсе и идејних решења, али се још увек није пронашло целовито решење. За уређење овог ексклузивног јавног простора расписивано је осам конкурса, а једино је реализован пројекат са конкурса из 1991. године, према којем је саграђен стамбено-пословни комплекс у Балканској 2.
Основ свих планова и конкурса је идеја коју је 1929. године осмислио један од најчувенијих српских и југословенских архитеката Никола Добровић. Према његовом пројекту Теразијска тераса замишљена је као плато са вртовима, базенима и фонтанама, оивичен са две зграде у Балканској и Призренској улици. Добровић је  предложио је изградњу две степенасте зграде по ободу постојећег парка, у Балканској и Призренској улици. По његовом пројекту требало је да зграде буду високе 9 спратова. Решење постојећег парка представљало је посебан пројекат. Од тада па до данас траје прича о уређењу овог простора. Године 1991. расписан је Међународни урбанистичко-архитектонски конкурс са циљем да се регулише Теразијска тераса, односно блок зграда између Балканске, Призренске и улице Народног фронта. И тадашњим конкурсом је предвиђена изградња две зграде по ободу парка, једна у Призренској улици број 1 и друга у Балканској број 2, између којих би се подигао нови парк примерен централној зони престонице. Како стоји у изводу из тадашњег Регулационог плана, решење градског парка би требало ускладити са решењем трга, уз максимално очување постојећег квалитетног растиња, а простор парка формирати као репрезентативни градски простор. Последњи до сада конкурс за идејно решење овог трга одржан је 2007. године.

## Карактеристике зграде
Објекат Б2 издваја се од других зграда сличне намене по јединственом интегрисаном електронском систему контроле, због кога је популарно и названа „паметна зграда”. Овај јединствени систем омогућава да корисници уз помоћ електронске идентификације приступе свим или само одабраним просторијама чак и са удаљености. У оквиру сваке стамбене или пословне јединице електронски систем управља регулацијом светла, грејања, сигурности, вентилације и комуникација. Захваљујући овом интелигентном систему трошкови изградње смањени су за 24%.. Захваљујући овим садржајима зграда је, када је подигнута, представљала јединствен пројекат у Београду и као таква поставила нови стандард у изградњи оваквих објеката.
| У згради је могуће управљати грејањем и енергијом, јер је на крову постављена мала метеоролошка станица, подешена да предвиђа температурне промене и на њих реагује подизањем и спуштањем капака, како би одбила или задржала топлоту. Централни систем узима податке са више од 1.000 сензора. Осветљење је програмирано за неколико сцена са различитим интензитетом светла, које корисник може сам да бира - за рад, одмор и спавање. Такође је, на пример, могуће програмирање времена подизања ролетни на прозорима. Зграда има два алармна система са са више око 350 видео камера у гаражи и ходницима, али их нема у собама, ни пословним ни приватним, како би се сачувала приватност корисника. Један систем је екстерни, а други је интерни и њега корисници могу по жељи да укључе или искључе. |

Стамбено-пословни објекат Б2 чини 12 етажа укључујући и савремену подземну гаражу са 220 паркинг места. Простор зграде је организован у пословне и стамбене јединице, а поседује и ексклузиван пентхаус. Целину чини и простор око саме зграде.